# 均二甲肼
均二甲肼（英語：symmetrical dimethylhydrazine，缩写SDMH），又称为1,2-二甲基肼（英語：1,2-Dimethylhydrazine）是二甲基肼的其中一种，也是偏二甲肼的同分异构体。它是一种具有烷化剂作用的致癌物，在实验室中用于在实验动物身上诱导结肠癌。